# East L.A. Breeze
East L.A. Breeze — пятый альбом инди-группы Браззавиль, вышедший в 2006 году. Впервые он издан на лейбле Zakat, «Концерна „Группа Союз“» и сначала был доступен лишь жителям СНГ. В том же году альбом был издан на Западе лейблами Vendula (США и Канада) и South China Sea Music (Испания) с тремя дополнительными композициями: Londress, Lena и Lazy boy.
Все песни написаны Девидом Брауном, кроме Star Called Sun на музыку Звезды по имени Солнце (автор — Виктор Цой).

## Список композиций
1. «Peach Tree» — 2:39
2. «Star Called Sun» — 3:41
3. «East L.A. Breeze» — 3:18
4. «Mr. Suicide» — 3:19
5. «1983» — 3:51
6. «Jesse James» — 3:48
7. «Madalena» — 3:44
8. «Bosphorus» — 3:18
9. «Ugly Babylon» — 3:04
10. «Taksim» — 3:07
11. «Blue Candles» — 3:29
12. «Morning Light» — 4:19

## Digipack
В июле 2006 альбом переиздан «Закатом» в упаковке типа digipack (возможно, ограниченным тиражом). Издание отличает два бонус-трека (Lena, Lazy Boy) и видеоклип песни Star Called Sun.
В музыкальных магазинах «Союз» диджипак продаётся по цене обычной версии альбома, однако количество дисков в мягкой упаковке заметно меньше числа стандартных дисков.

### Список композиций
1. «Peach Tree» — 2:41
2. «Star Called Sun» — 3:43
3. «East L.A. Breeze» — 3:20
4. «Mr. Suicide» — 3:21
5. «1983» — 3:53
6. «Jesse James» — 3:50
7. «Madalena» — 3:46
8. «Bosphorus» — 3:20
9. «Ugly Babylon» — 3:06
10. «Taksim» — 3:09
11. «Blue Candles» — 3:31
12. «Morning Light» — 4:23
13. «Lena» [бонус] — 3:48
14. «Lazy Boy» [бонус] — 2:27
15. Видео «Star Called Sun»